# VCV Rack
VCV Rack est un synthétiseur modulaire analogique virtuel en logiciel libre (sous licence GPLv3) multi-plateforme pour Linux, macOS et Windows. Son interface est celle d'un rack (armoire) dans lequel on place des modules aux entrées et sorties reliables par des câbles tout aussi virtuels, jusqu'à simuler un Eurorack entier,.

## Fonctionnalités
Présenté en 2017 au Knobcon 2017, ce logiciel permet à des développeurs de proposer des ajouts gratuits ou payants.
Il accepte divers ensembles de modules. En novembre 2018, il existe 136 ensembles de modules. Fin 2024, il existe maintenant environ 3500 modules, dont 400 payants. L’idée est multiple pour les différents développeurs et utilisateurs : pour découvrir et utiliser la puissance d’un tel outil, et de manière gratuite, tester  éventuellement des modules sous VCV Rack avant de les acheter pour Eurorack, partager facilement des idées de développement pour cette communauté de passionnés, aider les développeurs en achetant des modules payants, etc.
Il peut être utilisé avec un Eurorack matériel au moyen d'interfaces USB ou midi. Les VCO de VCV Rack peuvent ainsi se synchroniser avec un signal de référence externe, logiciel ou matériel.
Il est également possible d'utiliser VCV Rack comme un greffon VST, et réciproquement d'intégrer les greffons VST à VCV Rack via VCV Host,.
À partir de la version 1.0 sortie en juin 2019, l'API est stable, les câbles peuvent transmettre des informations polyphoniques et le calcul supporte la répartition multiprocesseurs

## Modules disponibles
Parmi les ensembles de modules disponibles, on peut citer :
- Fundamental (libres et open source), produits par les développeurs de VCV Rack[13].
- VCV Host permet d'utiliser les plugins VST au sein de VCV Rack[11],[10].
- l'ensemble Simple comporte, entre autres, un enregistreur au format wav, pour pouvoir exporter le son du rack[14].
- Audible Instruments (d'après les modules en matériel libre et open source de Mutable Instruments), comportant par exemple de la simulation de sons.
- Befaco (matériel libre et open source), Eseries, Mental ou Sonusmodular[15]

### Synthèse granulaire
Les modules GrainMaker (sous licence GNU) et Texture synthesizer d'Audible Instruments, permettent de faire de la synthèse granulaire.

## Création de modules
Les créateurs de VCV Rack proposent un patron d'aide à la création de modules, sous licence CC0 (domaine public) , il est donc possible d'adapter la licence selon ses besoins lorsqu'on crée un module. Les graphiques doivent être vectoriels SVG, afin de supporter le zoom, et il est nécessaire de connaître C++ pour développer ces modules. La partie DSP du framework est en cours d'écriture (en décembre 2018)
Le logiciel Geco de Hora Music comporte une interface de production graphique des modules.

## Cardinal
Le projet Cardinal est un système de distribution de VCV Rack 2, pré-empaquetant un grand ensemble de modules. Il supporte les plugins au format VST3 et LV2,.